# Loes van Groningen
Lucie (Loes) Meeles-van Groningen (Zwolle, 1 september 1884 - Bussum, 5 juni 1970) was een Nederlandse schilderes.

## Leven en werk
Van Groningen was lid van de patriciaatsfamilie Van Groningen en een dochter van ir. Steven van Groningen (1851-1926) en Johanna Margaretha van Koningsveld (1858-1912). Ze kwam uit een kunstzinnig milieu, haar vader was concertpianist en muziekschooldirecteur, haar grootvader Jacobus van Koningsveld was aanvankelijk kunstschilder, later fotograaf. Hij werd daarin opgevolgd door zijn vrouw Lucie Blachet, naar wie Van Groningen was vernoemd.
Van Groningen kreeg haar opleiding aan de Koninklijke Academie van Beeldende Kunsten in Den Haag en de Rijksakademie van beeldende kunsten in Amsterdam (1908-1909), als leerling van Carel Dake en Pieter Dupont. Vervolgens studeerde ze in Parijs aan de Académie Colarossi (1910-1911). Na haar terugkomst woonde ze in Oegstgeest. In 1913 trouwde ze met de twaalf jaar oudere Derk Meeles (1872-1958), die als kunstschilder in Laren woonde en werkte. Van Groningen schilderde, aquarelleerde en tekende in een impressionistische stijl en vervaardigde onder andere landschappen, stillevens en portretten.
In 1968 trok Van Groningen in bij een pleegzoon in Bussum, waar ze twee jaar later op 85-jarige leeftijd overleed.